# Canopée (Schiff)
Die Canopée ist ein französisches Ro-Ro-Schiff. Es wird für den Transport von Teilen der Trägerrakete Ariane 6 von Europa zum Raumfahrtzentrum Guayana in Französisch-Guayana genutzt.

## Geschichte
Der Auftrag zum Bau des Schiffes wurde im Oktober 2020 an die niederländische Werft Neptune Marine vergeben. Diese ließ den Rohbau auf der Werft Partner Stocznia in Stettin bauen. Der Bau des Schiffes begann mit dem ersten Stahlschnitt im Dezember 2020. Die Kiellegung fand am 4. Februar 2021, der Stapellauf im Juni 2022 statt. Der Rohbau wurde im Oktober 2022 zur Endausrüstung zur Werft in Hardinxveld-Giessendam geschleppt. Die Fertigstellung des Schiffes erfolgte Ende Dezember 2022.
Das Schiff wurde für den Transport von Teilen der Trägerrakete Ariane 6 von Europa zum Raumfahrtzentrum Guayana der ESA in Französisch-Guayana gebaut. Es kann sämtliche Teile der Trägerrakete mit einer Verschiffung transportieren, was zu einer Verringerung der nötigen Transporte zwischen Europa und Französisch-Guayana führt. Nach mehreren Testfahrten zwischen Europa und Französisch-Guayana wurde das Schiff Anfang Oktober 2023 in Bordeaux getauft. Die regelmäßigen Verschiffungen wurden 2023 aufgenommen. Vorgesehen sind bis zu zwölf Rundreisen zwischen Europa und Französisch-Guayana pro Jahr.
Das Schiff ist nach der Überdachung des Forums des Halles im Pariser Quartier des Halles benannt. Es wird vom französischen Unternehmen Alizés bereedert, einem speziell für den Betrieb des Schiffes gegründetes Joint Venture von Jifmar Offshore Services und Zephyr et Borée. Der Schiffsentwurf stammte von VPLP Design und wurde später für den Bau von Groot Ship Design angepasst.
Das Schiff wurde im Mai 2024 auf der Shippax Ferry Conference mit dem „Shippax Award 2024“ ausgezeichnet.

## Technische Daten und Ausstattung
Das Schiff wird von zwei Viertakt-Sechszylinder-Dual-Fuel-Motoren des Motorenherstellers Wärtsilä (Typ: 6L32DF) mit jeweils 3480 kW Leistung angetrieben. Die Motoren wirken über Untersetzungsgetriebe auf zwei Verstellpropeller. Das Schiff ist mit zwei mit jeweils 450 kW Leistung angetriebenen Bugstrahlrudern ausgestattet. Für die Stromerzeugung stehen zwei von den Hauptmotoren mit jeweils 500 kW Leistung angetriebene Wellengeneratoren sowie zwei von Scania-Dieselmotoren (Typ: DI-13) mit jeweils 300 kW Leistung angetriebene Generatoren zur Verfügung. Weiterhin wurde ein von einem Dieselmotor mit 125 kW Leistung angetriebener Notgenerator verbaut. Für den Hafenbetrieb stehen Landanschlüsse zur Verfügung.

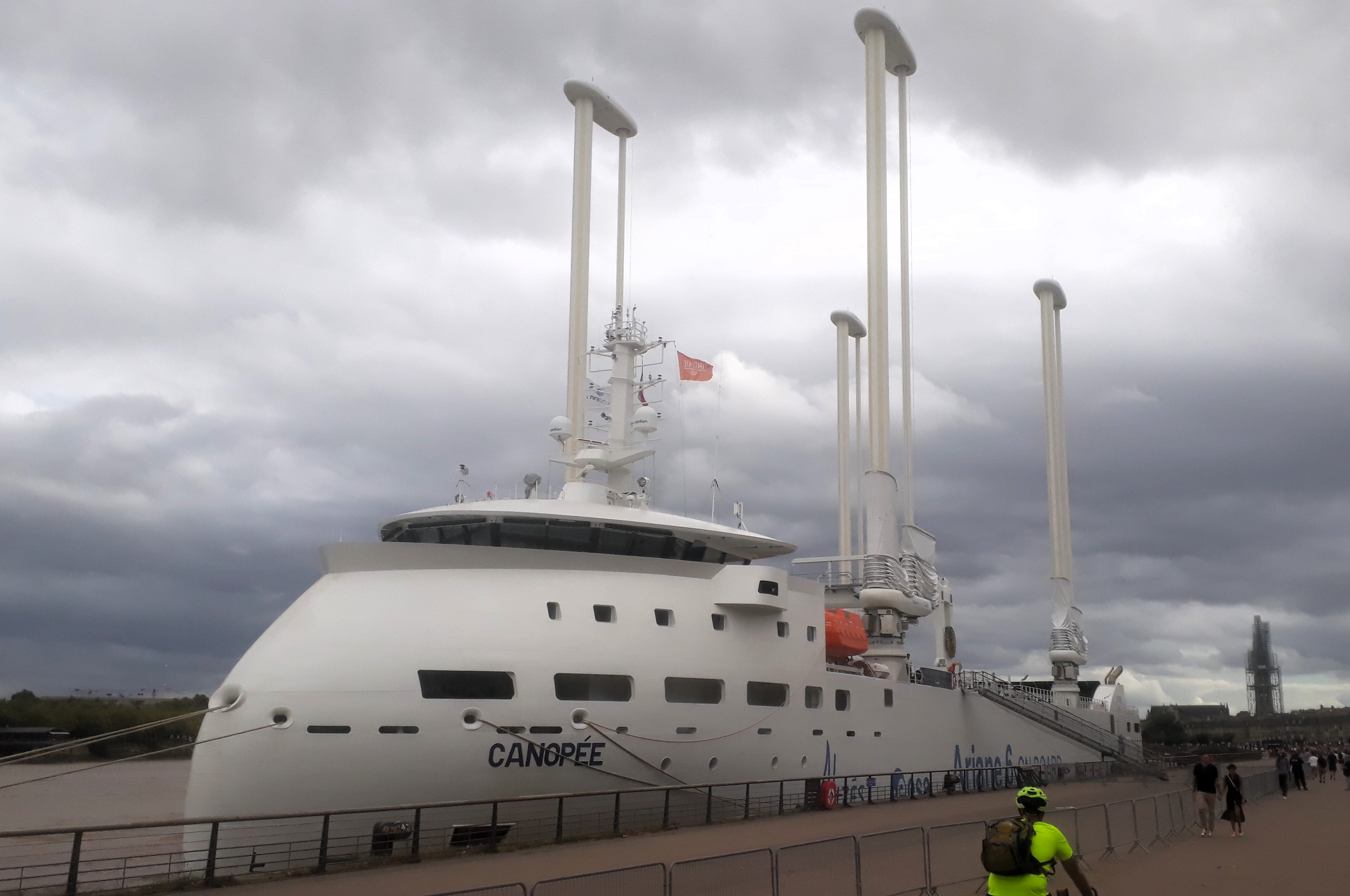
Das Schiff mit den Masten für die Segel.

Zusätzlich zum Maschinenantrieb stehen vier klappbare Segel zur Unterstützung des Antriebes zur Verfügung, die 2023 installiert wurden. Die rund 30 m hohen Segel mit einer Segelfläche von jeweils 363 m² sollen so zu einer Verringerung des Treibstoffverbrauchs führen.
Das Schiff verfügt über ein Ro-Ro-Deck auf dem Hauptdeck. Dieses ist zum Schutz der Ladung mit hohen Seitenwänden versehen, so dass es einen nach oben offenen Laderaum bildet. Das Deck ist über eine Heckrampe zugänglich. Die Heckrampe ist 13 × 14 m groß und kann mit 200 t belastet werden. Auf dem Ro-Ro-Deck steht eine Fläche von 1590 m² zur Verfügung. In einen Teil des Laderaums kann ein Zwischendeck eingehängt werden, das weitere 305 m² Fläche zur Verfügung stellt. Um Ladungsteile an Bord bewegen zu können, steht ein auf dem Lukensüll verfahrbarer Portalkran zur Verfügung. Der Kran kann 60 t heben.
Die Decksaufbauten mit der Brücke befinden sich im vorderen Bereich des Schiffes. Sie gehen nach hinten direkt in die Seitenwände des Laderaums über. Für die Schiffsbesatzung stehen 17 Einzel- und zwei Doppelkabinen zur Verfügung. Der Maschinenraum ist im hinteren Bereich des Schiffes im Rumpf untergebracht.